# Krnsko
Krnsko ist eine Gemeinde im Okres Mladá Boleslav in der Region Mittelböhmen in Tschechien. Die Gemeinde hat ungefähr 600 Einwohner und liegt am Jizerafluss 6 Kilometer südlich von Mladá Boleslav und 44 Kilometer nordöstlich von Prag.

## Gemeindegliederung
Die Gemeinde Krnsko besteht aus den Ortsteilen Krnsko und Řehnice, die zugleich auch Katastralbezirke bilden. Grundsiedlungseinheiten sind Dolní Krnsko, Horní Krnsko, Řehnice und Vystrkov.

## Geschichte
Krnsko wurde 1360 zum ersten Mal schriftlich erwähnt. Řehnice wurde bereits 1319 erstmals erwähnt.

## Sehenswürdigkeiten
Die Stránovský Eisenbahnbrücke wurde 1924 errichtet und steht als technisches Bauwerk unter Denkmalschutz. Die Brücke ist 152 Meter lang und am höchsten Punkt beträgt die Höhe 27 Meter über dem Boden.

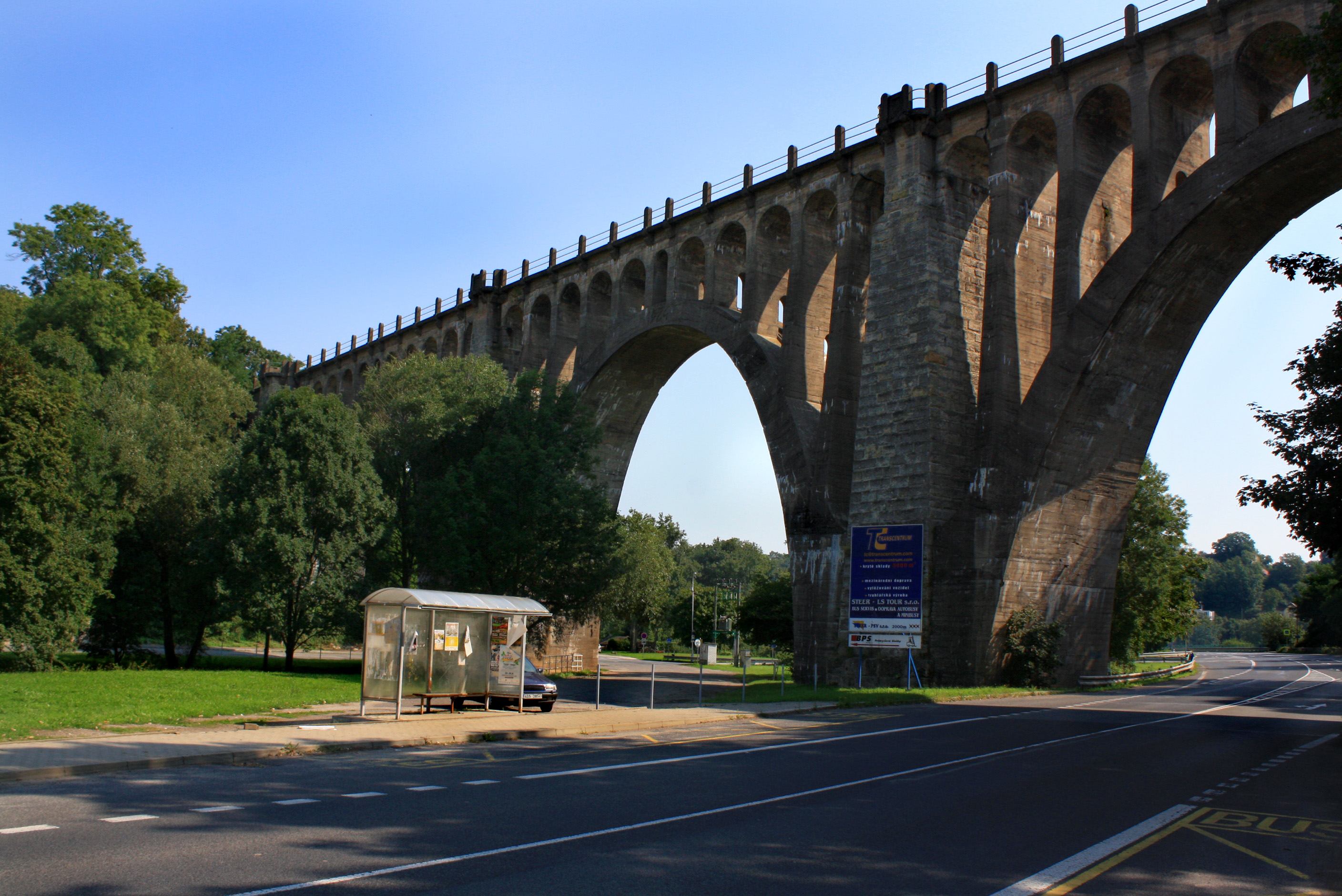
Stránovský Viadukt